# Brendan Penny

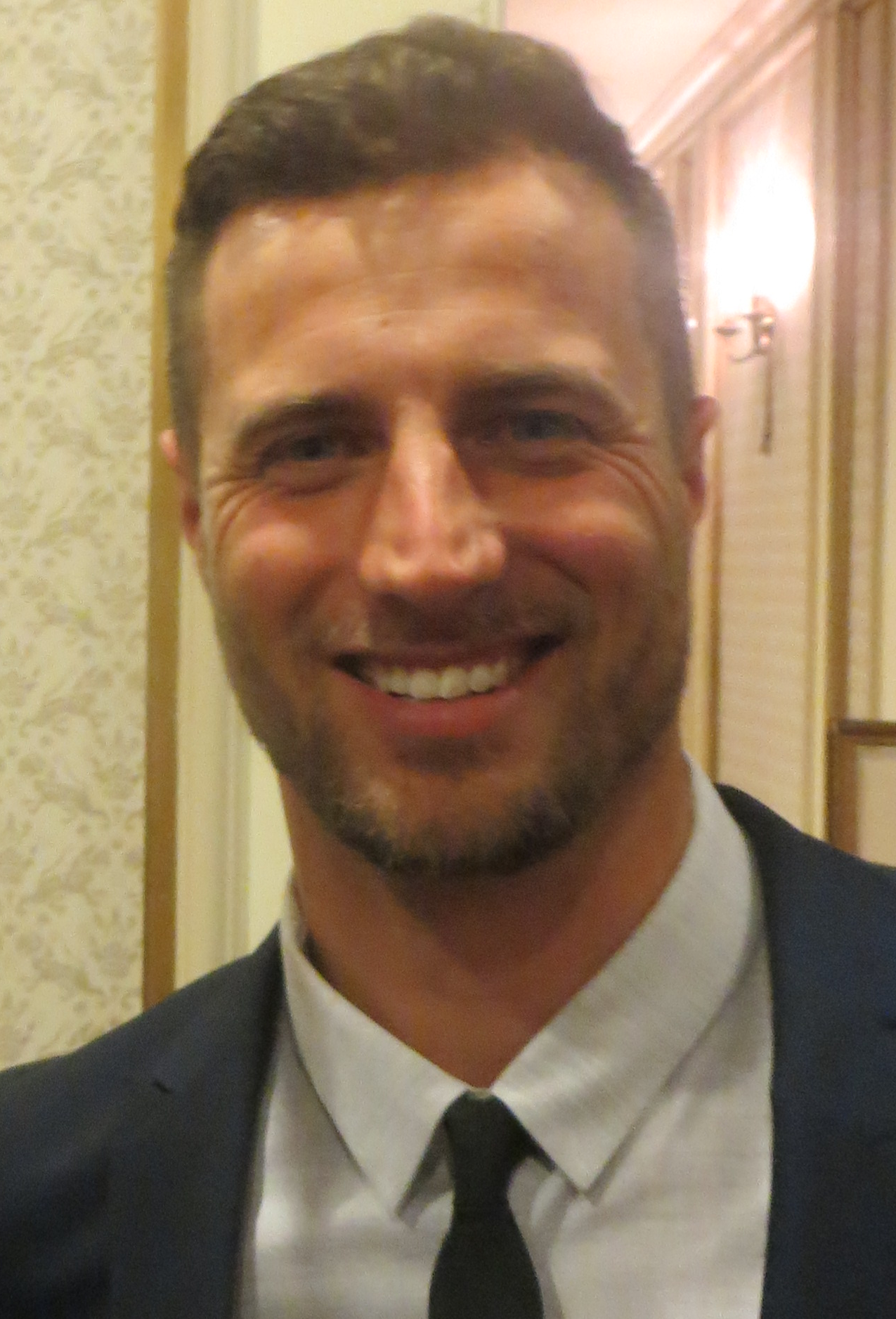
Brendan Penny (2014)

Brendan James Penny (* 9. November 1978 in Ottawa, Ontario) ist ein kanadischer Schauspieler.

## Leben und Karriere
Brendan Penny wurde im kanadischen Ottawa geboren. Mit 23 Jahren zog er nach Vancouver und studierte am Fanshawe College in London sowie an der Lyric School of Acting in Vancouver.
Seine Schauspielkarriere begann Brendan Penny 2003 mit einem Gastauftritt in Jake 2.0. Zwischen 2005 und 2006 war er in insgesamt drei Folgen der Serie The L Word – Wenn Frauen Frauen lieben zu sehen. Seinen Durchbruch hatte Penny 2006 mit der Rolle des A.J. Varland in der Serie Die Geheimnisse von Whistler, welche er in der ersten Staffel verkörperte. 2008 folgte eine wiederkehrende Rolle in der Serie Stargate Atlantis. Eine Hauptrolle hatte Penny 2009 in der kurzlebigen Serie The Assistants inne, bevor er 2010 im Film Zahnfee auf Bewährung zu sehen war. Seit 2013 gehört Penny zur Hauptbesetzung der Serie Motive.

## Filmografie (Auswahl)
- 2003: Jake 2.0 (Fernsehserie, Folge 1x02)
- 2005–2006: The L Word – Wenn Frauen Frauen lieben (The L Word, Fernsehserie, 3 Folgen)
- 2006: Rache ist sexy (John Tucker Must Die)
- 2006: Kyle XY (Fernsehserie, Folge 1x08)
- 2006, 2012: Supernatural (Fernsehserie, Folge 1x11 & 7x23)
- 2006: Die Geheimnisse von Whistler (Whistler, Fernsehserie, 13 Folgen)
- 2006: Blade – Die Jagd geht weiter (Blade: The Series, Fernsehserie, Folg 1x10)
- 2006: Smallville (Fernsehserie, Folge 6x02)
- 2008: Stargate Atlantis (Fernsehserie, 4 Folgen)
- 2009: I Love You, Beth Cooper
- 2009: The Assistants (Fernsehserie, 13 Folgen)
- 2010: zahnfee (Tooth Fairy)
- 2010: Das A-Team – Der Film (The A-Team)
- 2010: Flashpoint – Das Spezialkommando (Flashpoint, Fernsehserie, Folge 3x03)
- 2012: The Killing (Fernsehserie, Folge 2x04)
- 2013: The Dark Corner (Fernsehserie, 8 Folgen)
- 2013: The True Heroines (Fernsehserie, 5 Folgen)
- 2013: The Runner (Fernsehserie, 11 Folgen)
- 2014: Ein Pastor zum Verlieben (Heavenly Match)
- 2013–2016: Motive (Fernsehserie, 52 Folgen)
- 2016–2022: Chesapeake Shores (Fernsehserie)
- 2017: Der magische Weihnachtsschmuck (Magical Christmas Ornaments, Fernsehfilm)
- 2019: Mistelzweige küsst man nicht
- 2020: Ein zauberhaftes Geheimnis (A Little Christmas Charm)